# Németh Kornél (motokrosszversenyző, 1983)
ifj. Németh Kornél (Kaposvár, 1983. március 9. –) motokrosszversenyző, sokszoros magyar bajnok. A legeredményesebb magyar motoros motokrosszban, endurokrosszban és cross countryban is. Az egyetlen, aki magyarként világbajnoki futamot tudott nyerni. Édesapja id. Németh Kornél kilencszeres magyar bajnok motokrosszversenyző.

## Pályafutása

### A kezdetek
Édesapját látva megtetszett neki a motorozás és nagyon korán, 3 évesen meg is kapta élete első motorját. Sokáig gyakorolt egyedül, majd 1991-ben apja bedobta őt a mélyvízbe: 80cc-s kategóriában egy 60cc-s Kawasakival debütált. Eleinte elnyomták a futam közben, de onnantól már nem szeppent meg - pályafutása későbbi részében sem tört össze, ha mások nagyobbak, erősebbek voltak nála.
Idő közben a család Kaposvárról Balatonszemesre költözött, ahol édesapja nem csak a motokrossz szakosztály vezetője volt, hanem az ökölvívó szakosztályé is. Így ifjabbik Németh Kornél is bokszolt a motoros edzések mellett. 
A magyar bajnokságban 1992-ben debütált, összetettben a nyolcadik helyet szerezte meg a 80 köbcentisek között. Az 1993-as serdülő bajnokságot (80ccm) már sikerült megnyernie, és ezzel a teljesítménnyel sikerült szponzort szereznie, a Yamaha Hungáriától kapott egy motort. Ekkor már junior 80-ban indult és ezt az évet (1994) is két magyar bajnoki helyezéssel zárta (motokrossz és szuperkrossz). Édesapja a nagyobb, jobb fejlődés miatt még ebben az évben (1995) indította 125 cc-ben, amit sikerült is megnyernie, de még nem értékelték, mivel 16 év volt a korhatár. 1996-ban két bajnokságot is nyert (MX, SX), viszont korengedményt kapott, így már ő is hazavihette a kupákat. 

### 1997-1999.
A felnőttek között addig csak a II. osztályban indulhatott, de mivel bajnok lett, 1997-ben felmehetett az I. osztályba - ekkor 14 éves volt. Saját elmondása szerint ekkor nagyon sok emlékezetes versenyt vívott a mára már barátjává vált Soóky Zsolttal. A bajnok végül Zsolt lett, mivel egyenlő pontállásnál az utolsó futamot ő nyerte meg. SX-ben is hasonló volt a helyzet: egyenlő pontállással a 2. helyet szerezte meg, bár SX-ben nem volt külön értékelés a 125cc és a 250cc között, így Grillmayer Gábor nyerte a bajnoki címet. Ebben az évben belekóstolt az Eb mezőnyébe is, bár még nem tudta megfutni a limitet (rendszeresen 150-en vágtak neki egy hétvégének, de csak 40-en lehettek ott a mezőnyben a futamon).
Még 1997-ben, az akkor Amerikából behozott Crusty Demonson of Dirt nevű freeride kazetták inspirációjára elkezdett Freestyle motocrosst gyakorolni. Az évek során több ilyen versenyen is indult, van saját trükkje is. 2005-ig párhuzamosan ebben a stílusban is versenyzett a motokrossz mellett, akkor azonban váltania kellett és az MX mellett döntött.
Novemberben, Stuttgartban az SX versenyen egyszerre eltörte mindkét csuklóját, de január 1-én már újra motoron ült. A '98-as szezonban aztán folytatódott a sikeres szériája: szuperkrosszban és motokrosszban is ismét 125-ös magyar bajnok lett. Sikerült kvalifikálnia a megváltozott Eb-re: a túl sok jelentkező miatt zónákra osztották Európát - a versenyeken helyezési pontok alapján került be minden zónából 14 versenyző. Így 40 fő + 2 tartalék mehetett a francia döntőre, ahol 19. lett. 
1999-ben 125-ös és 250-es magyar bajnokságot is nyert. Az Európa-bajnokságon a két döntő alapján a 8. lett: akkor a 4. volt a legjobb futamhelyezése Ukrajnában, a másik versenye Németországban volt. Ezeken felül viszont Ausztriában debütált a 125cc-s világbajnokságon is egy Yamahával: a 14. helyet szerezte meg, amiért 2 pont járt. Ez volt az első magyar pontszerzés világbajnokságon ebben a szakágban - azelőtt még édesapjának sem sikerült pontot szereznie ezen a szinten. Történelmi siker.

### 2000-2008.
2000-ben az Open kategóriás magyar bajnoki cím mellé az Európa-bajnokságon is elért néhány szenzációs eredményt. A Danemarkban rendezett első Eb-fordulóban egy második helyet szerzett, majd a második, magyarországi fordulóban meglett a futamgyőzelem is 125cc-ben: a helyszín Piliscsév volt, Kornél pedig egy Kawasaki nyergében húzta be az első versenyt. A másodikon egy rajt utáni bukás miatt csak a 12. lett.  Végül az Európa-bajnokság összesített 3. helyén végzett.
Új szponzort kapott Németországból: a Kosak motor beszállító érkezésével kiváltotta a német versenyzői licencet és elindult a német bajnokságban (összetett 14. hely), az ISPO Sommer Games-en pedig 2. lett. MX Freestyle-ban minden trükköt ellesett a profiktól és begyakorolta őket a balatonszemesi edzőpályán. Az év végén pedig Brnóban egy igazi freestyle show-n vett részt.
2001-ben a KTM gyár szerződtette és így a világbajnokságon tehette próbára magát 250 köbcentis kategóriában. Az egyik belgiumi versenyen, Genkben ismét sikerült pontot szereznie: a 14. helyen intették le, így két pontot szerzett és 30. lett összetettben. Ezen felül freestyle-ben folyamatosan nőtt a népszerűsége, egyre több új rajongót szerzett. Még az USA-ban is kipróbálhatta magát ebben a szakágban.
2002-ben a második KTM-es szezonja halvány előre lépés volt csak az előzőhöz képest. A világbajnokságon már nem csak egyszer, hanem kétszer is sikerült pontszerző helyen végeznie (három alkalommal csak az utolsó körben maradt le a pontszerzésről) - 13 ponttal a 30. helyen zárt a szezon végén. Az Open Eb-n az érem volt a cél, de csak 17. lett. A magyar bajnokságban viszont ismét sikerült behúznia a 250-es bajnoki címet. 
A KTM anno első sorban a freestyle eredményei miatt szerződtette őt. Az osztrák gyártó vezetőinek azonban idő közben megváltozott a véleménye Kornélról, főleg a magyar motoros edzéseken nyújtott teljesítményét látva. "Németh Kornél tavaly óta versenyez a KTM-nél, és azt kell mondanom, hogy nagyon meg vagyunk elégedve az eddigi teljesítményével. A freestyle-ban Európa egyik legjobbjává nőtte ki magát, míg a motokrossz-világbajnokságban is megmutatta már a tudását, pontokat szerzett." - mondta Kurt Nicoll, a KTM motokrossz szakági felelőse. Pontosan ezért döntött úgy a KTM sportrészlege, hogy 2003-ban elindítják a vb új elitkategóriájában, a MotocrossGP-ben. A történethez hozzá tartozik, hogy Kornél addig egy SX250-es KTM-mel ment, ami versenyképtelennek bizonyult a riválisokkal szemben - "arra a megállapításra jutottunk, hogy a nem megfelelő technikai háttere miatt nem tudott még jobb eredményeket elérni" - mondta Nicoll. A következő szezonban így már egy félgyári, SXS250-es motorral indulhatott (ami a második legjobb KTM modellnek számított) és először segíthették gyári szerelők is a munkáját.
2003-ban így tehát az újra formálódó, átalakuló világbajnokság királykategóriájában szerepelhetett - igaz nem indult túl sok versenyen. Augusztusban, a hollandiai Lieropban (Niederlande) a 13. helyen futott be, amiért 8 pontot kapott  - ezzel összetettben a 35. hely lett az övé. Indult Németországban is az ADAC Szuperkrossz bajnokságban, ahol a kieli versenyen a 2. lett. 
2004-ben a mindössze 6 fordulós MX3-as világbajnokságon indult egy 500cc-s KTM nyergében. Két 5. hely mellett ki kell emelni a 4. fordulóban elért eredményét: Romániában nyerni tudott, így ő lett az első magyar, aki bármilyen kategóriában világbajnoki futamgyőztesnek vallhatta magát. Az MX3-as szezont végül 84 ponttal az összetett 12. helyen fejezte be. A szezonja összességében nem a terveknek megfelelően alakult. Volt két csonttöréses balesete (egy februárban és egy áprilisban), ami miatt többet kellett pihennie a tervezettnél, valamint anyagi nehézségei is adódtak. MX3-ban az utolsó, bulgáriai versenyen például 1 millió forintos kár keletkezett a motorjában, amire nem volt elég pénze - a barátai dobták össze neki a hiányzó összeget. 
A nehézségeket követően 2005-ben váltott és a német Suzuki Kurz Team színeiben folytatta a pályafutását egy Suzuki RM-Z450 nyergében - az MX1-ben, a legjobbak között. Az előző évi futamgyőzelmét követően keresték meg a németek és egy teljesen új fejlesztésű motort kapott: "Még soha nem versenyeztem Suzukival, és ráadásul nem sok időm lesz összemelegedni vele, mert csak január 10. környékén kapom meg. Egy teljesen új 2005-ös motor, teljesen új technológia." - mondta Kornél. Ráadásul a szezont megelőzően egy fontos döntést is meg kellett hoznia: be kellett fejeznie a versenyszerű freestyle motorozást, mert már nem tudta a két szakágat párhuzamosan űzni. "Döntenem kellett a két sportág között. A döntés nem volt egyszerű, de mindkettőt lehetetlen összeegyeztetni. Én a motokrossz mellett voksoltam, és biztos vagyok benne, hogy jól döntöttem."
Kornél Németországba költözött - úgyis annyi időt töltött ott az új csapata miatt (illetve a vb mellett a német bajnokságban is indult). A világbajnoki szezont két 14. hellyel indította, majd utána is szorgalmasan gyűjtögette a pontokat. A legjobb eredménye egy 9. hely volt Fracniaországban, de azt követően a szezon második fele nem sikerült jól számára. Dél-Afrikában motorhiány miatt nem tudott elindulni, a Vallon Nagydíj előtt belázasodott, a cseh verseny előtt pedig kórházba kellett szállítani rosszullét miatt. Mint később kiderült, Némethet egy ritka vírusos megbetegedés támadta meg, amely miatt nem vehetett részt a következő négy versenyen, majd szeptember 20-án mandulaműtéten esett át. Ezután úgy tűnt, minden jóra fordul, ám november 12-én még nagyobb pechsorozat kezdődött. Stuttgartban egy német szuperkrossz viadalon Németh bukott, megsérült a bokája, a térdében pedig elszakadtak a szalagok - emiatt közel 6 hónapot kellett kihagynia. Ezzel együtt a vb-n a szezont 114 ponttal a 24. helyen zárta.
A 2006-os év sem indult zökkenőmentesen: márciusban, egy héttel a szezon kezdete előtt ellopták a motorjait - óriási anyagi károkat okozva -, így nem tudott edzeni és a világbajnoki indulása is kérdésessé vált  Szerencsére nem kellett sokáig motor nélkül maradnia: előbb német csapata, a Suzuki Kurz bocsátott a rendelkezésére egy használt gépet, majd a Suzuki magyarországi képviselője, Bajók Gábor adott neki egy vadonatúj gépet. Fél hónappal később aztán ismét kórházba került: a korábbi keresztszalag műtétje után elmozdultak a csavarok, így újra meg kellett műteni. Felépülését követően Kornél egyre gyorsabb lett az edzéseken, majd rangos előkészítő versenyeken is részt vett (nyert ob-futamokat, német bajnokit és kupaversenyt is). Így aztán optimistán várhatta a világbajnoki visszatérését Svédországban - közel egy év kihagyás után.  A 15 vb fordulóból így végül csak 6-on tudott ott lenni, a csonka szezont pedig végül az összetett 19. helyen zárta 106 ponttal - 5 alkalommal is a top 10-ben végzett, a legjobb helyezése pedig egy-egy 6. hely volt Svédországban, illetve Észak-Írországban.
2007-ben Németh Kornél maradt a Suzukinál, bár a Kurz csapattól Bodo Schmidt csapathoz szerződött az újabb MX1-es világbajnoki szezonra.  Itt már a teljes évet teljesíteni tudta a vb-n és kiválóan szerepelt: 9 alkalommal végzett a top 10-ben és egy 7. hely volt a legjobbja Spanyolországból. A végelszámolásnál 215 ponttal a 12. lett összetettben. Ezen felül az ADAC MX Masters-ben összetett 2. lett. Élete egyik legeredményesebb szezonja volt.
A pályán kívül is fontos dolgok történtek vele. Megnősült, megszületett a kisfia, illetve az életmódjában is jelentős változások következtek be (krisna hívő lett és áttért a húsmentes étrendre is).
2008-ban a Teka Suzuki nem hosszabbított vele szerződést, ám nem maradt sokáig csapat nélkül: régi ismerősén, Pit Beireren keresztül végül a Sarholz Racinghez került, ahol ismét KTM-mel indulhatott az MX1-ben (privát csapatnál, félgyári támogatottsággal). A szezonban ezúttal is stabil teljesítményt nyújtott. 159 ponttal a 15. lett összetettben (úgy, hogy az utolsó három versenyhétvégét kihagyta) - 6 alkalommal volt a top 10-ben, a legjobb helyezése egy 7. hely volt Belgiumban. Az ADAC MX Masters-ben pedig az összetett 3. helyen zárt.

### 2009.
2009-ben nagyon hirtelen ért véget számára a világbajnoki szereplés. A 2008-as világválságra hivatkozva a KTM költségcsökkentésbe kezdett, így megszüntette többek között a félgyári csapatok támogatottságát - így a Sarholzét is. Ezzel pedig Kornél számára ugrott a vb-s szereplés, helyette pedig a német bajnokságban (ADAC Masters) valamint a GCC (German Cross Country) versenyein állt rajthoz, továbbra is a KTM Sarholz színeiben.
Itt kezdődött tehát egy új szerelem számára egy új szakággal: "(...)a cross countryra koncentrálok - ez utóbbi egy nagyon jó sport, ebben látok jövőt. Egy-egy versenyen 100-150 induló szokott lenni a profiknál, és ott vagyok az elejében." A németországi futamokon túl pedig a tengerentúlon, azon belül is Kanadában kapott lehetőséget az indulásra. Az észak-amerikai KTM importőr - a magyar KTM-esek segítségével - biztosított neki egy motort, így az ottani motokrossz bajnokságban (Monster Energy CMRC Canadian Nationals) is bemutatkozhatott.
A szezon túlnyomó részében Németországra koncentrált. Cross County-ban ő lett a GCC bajnoka és motokrosszban is nagyon jók voltak az esélyei. Az ADAC Masters német motokrossz-bajnokságban még soha nem lett bajnok magyar motoros - sokáig úgy tűnt, ő lehet az első. A fiatal Ken Roczen volt a nagy ellenfele a bajnoki harcban, akivel szemben egy fordulóval a vége előtt gyakorlatilag behozhatatlan előnyre tett szert - ki lehetett kiáltani, hogy bajnok. A galidorfi verseny után azonban pozitív doppingtesztet produkált, a magyar szövetség pedig eltiltotta őt három hónapra és a galidorfi pontjait is elvették tőle. A már megnyert bajnoki cím így végül a német Roczenhez került, aki pontegyenlőség mellett a több futamgyőzelmének köszönhetően került ki győztesen. Ez óriási pofont jelentett az ő pályafutásában - év végén csapata, a Sarholz Racing is felbontotta vele a szerződését.
Kornél később így emlékezett vissza a történtekre: "2009 februárjában egy német orvos felírt nekem egy vérnyomáscsökkentő gyógyszert, amit végig szedtem a szezon közben, majd az utolsó versenyt követően, októberben, miután bajnok lettem, doppingvizsgálaton kellett részt vennem. Itt lett egy pozitív mintám, amit egyértelműen az orvos által felírt gyógyszer okozott, de erről papírom is volt, az orvos bélyegzőjével, amit még a szezon elején leadtam a német szövetségnek. A németek ugyan elismerték, hogy nem hibáztam, de hivatalból értesítették a WADA-t, akinek a magyar képviselőivel itthon kellett találkoznom. Erre a találkozóra ügyvéd nélkül mentem, és a beszélgetés során elismerték, hogy leadott papírok alapján valóban nem doppingoltam, de nem módosítanak a döntésen, és bevonják a licenszem három hónapra. Indok, és válaszok nélkül. Megtámadni nem tudtam, jogilag kompetens személy a szóban elhangzottakat nem hallotta. Kenny addigra persze megkapta a bajnoki címet, de ha őszintének kell lennem, ezt az egész hercehurcát és eltiltást a magyaroknak köszönhetem. Végül belefáradtam, és nem tudtam harcolni az igazamért, ügyvédet sem fogadtam, bár anyagilag és morálisan is megkárosítottak. A KTM egy 35 000 eurós bónuszt nem fizetett ki nekem, amiből akkor egy lakást vehettem volna Pesten. Egyszerűen megcsömörlöttem az ügytől. (...) Pár évvel később, 2015-ben a fent említett okok miatt egyetlen futamon indultam itthon MX2-ben, és mit ad isten, a WADA odaért. Kérték ismét, hogy pisiljek, én pedig előre szóltam, hogy ugyanazt a gyógyszert szedem, készüljenek fel, ha pozitív lesz, nem különösebben érdekel. Mire kiderült, a gyógyszert levették a listáról, de még azt a hatóanyagot is törölték, ami miatt anno pozitív lettem."

### 2010-2016.
Miután a viharos szezon lezárult, elege lett mindenből és Kanadába tette át a székhelyét. A teljes 2010-es szezont ott teljesítette: Dusty Klatt mögött végül 2. lett a kanadai bajnokságban
2011-ben a családja miatt visszatért Németországba. A tervek szerint a cseh és a német bajnokságon volt a fő fókusz, illetve szeretett volna pár kanadai versenyt is összehozni, ám az végül nem jött össze. Futamot nyert az ADAC Winter Cup-on; harmadik lett a cseh bajnokságban; valamint indult a magyar bajnokságban is a Hell Energy és a KTM Kecskemét támogatásával. Utóbbi során Szőke Márk és Szvoboda Bence volt a két legnagyobb riválisa, akiket nagy csatában sikerült csak maga mögé utasítania. Végül pontegyenlőség alakult ki az élen, de ő ünnepelhette az újabb bajnoki címét. Ezen felül pedig egy futam erejéig még az MX1-es vb-re is visszatért Németországban: egy KTM-el indult el a Német Nagydíjon, de végül nem szerzett pontot. 
2012-ben az LR Cosmetics csapatával versenyzett volna, ám egy sérülés közbeszólt. Gerincsérv miatt műteni kellett - amikor pedig ezt a cseh csapata megtudta, azonnal ki is rúgták. "Ez nagyon gáz volt. Eleve visszalépésnek éreztem Kanada után a Cseh Bajnokságban motorozni. Ezt tetézte az említett gerincműtét. Amikor szóltam nekik, hogy nem tudok indulni az első versenyen a műtét miatt, közölték, hogy vigyem vissza a motort és ki vagyok rúgva. Így viszont bevétel nélkül maradtam. Németországban pedig, amíg rehabilitáción vagy, elvileg nem hagyhatnád el az épületet, csak úgy fizeti a kezelést az állam. Nekem viszont meg kellett szöknöm a rehabról edzést tartani, hogy enni tudjak adni a családomnak."
A kórházból kikerülve megalapította saját motokrossz suliját, visszaköltözött Németországba, a versenyzést pedig hobbi szinten szerette volna folytatni. Ekkor jött viszont a felkérés a magyar HTS Team részéről, hogy folytassa profi pályafutását a csapat kötelékében - mint versenyző-csapatmenedzser. Kornél élt a lehetőséggel, és első dolga volt benevezni a 2012/2013-as superenduro világbajnokságra.
2013-ban összesítésben 5. helyen végzett az endurokrossz vb-n, újabb német bajnoki címet szerzett cross country-ban, ott volt a müncheni X-Games-en, valamint egy újabb magyar bajnoki címet is begyűjtött.
2014-ben nagyon hasonló szezont futott: MX1 magyar bajnoki cím a HTS KTM-el, újabb német cross country bajnoki cím, valamint első hely a King of Extreme Endurocross-on. Sőt, ráadásképp utoljára még visszatért az MX1-es világbajnokságra is Olaszországban: 8 pontot gyűjtött és összetettben az 50. helyen zárt.
2015-ben ismét King of Endurocross 1. hely, valamint német cross country bajnoki cím következett. Akkora szaktekintély lett endurokrosszban, hogy Amerikában még az X-Games-re is meghívták Austinban - azóta is ő az egyetlen magyar, aki sportolóként részt vett ilyen rendezvényen. 
2016-ban egy Német Cross-Country Bajnokság összetett 1. hellyel zárt.
2016. októberében fejezte be profi pályafutását.

## Eredményei[2][45]
- 1992. Magyar Bajnokság 80cc 8. hely
- 1993. Junior Magyar Bajnokság 1. hely
- 1994. Magyar Bajnokság 80cc 1. hely
- 1994. Magyar Bajnokság Szuperkrossz 80cc 1. hely
- 1996. Junior Magyar Bajnokság 125cc 1. hely
- 1996.  Junior Magyar Bajnokság Szuperkrossz 1. hely
- 1997. Magyar Bajnokság (Pro) 125cc 2. hely
- 1997. Magyar Bajnokság Szuperkrossz Open (Pro) 125cc kategória 2. hely
- 1998. Magyar Bajnokság (Pro) 125cc 1. hely
- 1998. Magyar Bajnokság Szuperkrossz (Pro) 125cc 1. hely
- 1999. Magyar Bajnokság 125cc 1. hely
- 1999. Magyar Bajnokság 250cc 1. hely
- 1999. Európa-bajnokság 125cc 8. hely
- 1999. Motokrossz világbajnokság 125cc (Ausztria) 14. hely
- 2000. Magyar Bajnokság Open kategória 1. hely
- 2000. Európa-bajnokság (Danemark) - 2. hely
- 2000. Európa-bajnokság (Piliscsév) - 1. hely
- 2000. Európa-bajnokság összetett 3. hely
- 2001. Motokrossz világbajnokság 250cc 30. hely
- 2002. Magyar Bajnokság 250cc 1. hely
- 2002. Motokrossz világbajnokság 250cc (Belgium) 14. hely
- 2002. Motokrossz világbajnokság 250cc (Olaszország) 14. hely
- 2003. Motokrossz világbajnokság MX1 (Niederlande) 13. hely
- 2003. ADAC Német Szuperkrossz Bajnokság (Kiel) 2. hely
- 2004. Olasz Open Bajnokság - selejtezős futamgyőzelem
- 2004. Motokrossz világbajnokság MX3 (Románia) 1. hely
- 2004. Motokrossz világbajnokság MX3 összetett 12. hely
- 2005. Motokrossz világbajnokság MX1 összetett 24. hely
- 2006. Motokrossz világbajnokság MX1 (Niederlande, Nierop) 10. hely
- 2006. ADAC MX Masters MX1 (Holzgerlingen) 2. hely
- 2006. Moto World Championship (Franreich, Ernée) 8. hely
- 2006. Motokrossz világbajnokság MX1 összetett 19. hely
- 2006. Motocross of Nations (Winchester) B-döntő, selejtezős futamgyőzelem
- 2006. ADAC MX Masters összetett 5. hely
- 2007. Motokrossz világbajnokság MX1 összetett 12. hely
- 2007. ADAC MX Masters összetett 2. hely
- 2008. Motokrossz világbajnokság MX1 összetett 15. hely
- 2008. ADAC MX Masters összetett 3. hely
- 2009. Kanadai Bajnokság (Gopher, Dunes) 2. hely
- 2009. ADAC MX Masters összetett 2. hely
- 2009. Német Cross-Country Bajnokság összetett 1. hely
- 2009. Montreal Endurokrossz 1. hely
- 2010. CMRC Pro Kanadai Bajnokság 2. hely
- 2010. Montreal Endurokrossz 2. hely
- 2011. Szuperkrossz Herning, Danemark 2. hely
- 2011. Nemzetközi Cseh Bajnokság 3. hely
- 2011. Magyar Bajnokság MX1 1. hely
- 2013. Magyar Bajnokság MX1 1. hely
- 2013. Német Cross-Country Bajnokság összetett 1. hely
- 2013. Endurokrossz WM összetett 5. hely
- 2014. Magyar Bajnokság MX1 1. hely
- 2014. Német Cross-Country Bajnokság összetett 1. hely
- 2014. King of Extreme Endurocross 1. hely
- 2015. X-Games Austin TX Endurocross 11. hely
- 2015. Német Cross-Country Bajnokság összetett 1. hely
- 2015. King of Extreme Endurocross 1. hely
- 2016. Német Cross-Country Bajnokság összetett 1. hely